# 吴长发墓
吴长发墓，位于中国广东省湛江市雷州市杨家镇来吴村，为湛江市雷州市的一个市级文物保护单位，类型为古墓葬，公布时间为1992年12月9日。
吴长发墓的历史年代为元代。